# Pażęce
Pażęce (kaszub. Pażãce) – kolonia w Polsce, w województwie pomorskim, w powiecie kartuskim, w gminie Stężyca.
Miejscowość leży na Kaszubach, na terenie Kaszubskiego Parku Krajobrazowego. Wchodzi w skład sołectwa Stężyca.
Do 2023 miejscowość była częścią kolonii Delowo.
W latach 1975–1998 Pażęce administracyjnie należały do województwa gdańskiego.
Pażęce 31 grudnia 2011 r. miały 5 stałych mieszkańców.